# E17号線
E17号線 (E17ごうせん、英: European route E17)は 欧州自動車道路のAクラス幹線道路。
ベルギーのアントウェルペンを基点にフランスのボーヌまでを結ぶ。

## 経路
- ベルギー
  - E19号線,E34号線,E313号線 - アントウェルペン
  - E40号線 - ヘント
  - E403号線 - コルトレイク
- フランス
  - カンブレー
  - E46号線,E50号線,E420号線 - ランス
  - E60号線 - ボーヌ